# Центробежна сила
Центробежната сила е пример за фиктивна сила (наречена още псевдосила), която се появява в неинерциални отправни системи. Тя е инерционна сила и е насочена навън от центъра на въртене. Измерва се в нютони и е пропорционална на ъгловата скорост и масата на тялото и обратнопропорционална на радиуса на окръжността, по която се извършва движението.
Центробежната сила {\displaystyle {\vec {F_{c}}}} се появява тогава, когато за отправна система се използва въртяща се система по отношение на инерциална отправна система. В инерциалните отправни системи центробежната сила изчезва.
Центробежната сила е равна по големина и обратно насочена на центростремителната сила:
{\displaystyle {F_{c}}={\frac {m*v^{2}}{r}}}
тук е m масата на тялото, v (линейната) скорост, а r е радиусът на окръжността по която се движи тялото.
Центробежната сила може да се изрази и чрез ъгловата скорост ω:
{\displaystyle {F_{c}}=m*\omega ^{2}*r}